# Cronologia della storia dell'Albania

## XII secolo
| Anno | Data                                          | Evento                                                  |
| ---- | --------------------------------------------- | ------------------------------------------------------- |
| 1190 |                                               | Viene creato il Principato di Arbanon.                  |
| 1200 |                                               | Cominciano ad emergere famiglie nobili albanesi locali. |
| 1200 | La Serbia occupa parti del nord dell'Albania. |                                                         |

## XIII secolo
| Anno | Data | Evento |
| ---- | --- | --- |
| 1204 | | Quarta crociata: Venezia ottiene il controllo sulla maggior parte dell'Albania.                                |
| 1204 | Quarta Crociata: I Bizantini riprendono il controllo della parte meridionale dell'Albania e stabiliscono il Despotato d'Epiro . | |
| 1258 | | Il regno angioino di Sicilia si impadronisce della costa albanese e di gran parte dell'entroterra dell'Epiro . |
| 1272 | | Le forze alleate dell'angioino Carlo I di Napoli occupano Durazzo e fondano il Regno d'Albania.                |
| 1280 | | Assedio di Berat (1280-1281): I Bizantini respingono un'offensiva angioina contro Costantinopoli.              |
| 1290 | | L'Albania inizia a subire l'attacco serbo.                                                                     |

## XIV secolo
| Anno | Data | Evento |
| ---- | ---- | --- |
| 1304 |      | Gli Angioini riconquistano il Regno d'Albania.                                                                                         |
| 1368 |      | Carlo Thopia toglie Durazzo dalla possessione degli Angioini.                                                                          |
| 1385 |      | Thopia invita l'Impero Ottomano a intervenire contro il suo rivale Balsha II.                                                          |
| 1389 |      | Battaglia della Piana dei Merli: gli albanesi, come parte di un balcanico gestito dai serbi, vengono schiacciati dalle forze ottomane. |

## XV secolo
| Anno | Data | Evento |
| ---- | ---- | --- |
| 1405 |      | Nasce Giorgio Castriota, in seguito Scanderbeg. |
| 1430 |      | Giovanni Castriota guida una rivolta senza successo contro l'Impero Ottomano . |
| 1433 |      | Giorgio Arianiti ribella contro l'Impero Ottomano con un certo successo. |
| 1443 |      | Dopo essere stato mandato in battaglia vicino a Niš, Scanderbeg entra in Albania e riabbraccia il cattolicesimo romano, segnando l'inizio di una lunga guerra contro l'Impero Ottomano . |
| 1444 |      | Scanderbeg viene proclamato capo della Lega di Alessio. |
| 1450 |      | Gli albanesi, guidati da Scanderbeg, sconfiggono le forze ottomane. |
| 1466 |      | Gli albanesi, guidati da Scanderbeg, iniziano a difendere Kruja contro gli eserciti ottomani.                                                                                            |
| 1467 |      | Termina la difesa di Kruja. |
| 1468 |      | Scanderbeg muore. |
| 1478 |      | Quarto assedio di Kruja (1478): Kruja cade a causa dell'impero ottomano, provocando la fuga di molti albanesi nell'Italia meridionale, in Grecia, in Egitto e altrove.                   |
| 1479 |      | Scutari cade a causa dell'Impero Ottomano . |

## XVI secolo
Gli ottomani governano il territorio albanese.

## XVII secolo
| Anno | Data | Evento |
| ---- | --- | --- |
| 1700 | | Alcuni albanesi che si convertono all'Islam trovano carriera nel governo e nei servizi militari dell'Impero Ottomano. |
| 1700 | Ha inizio una conversione di massa degli albanesi che vede circa due terzi di loro diventare musulmani. | |

## XVIII secolo
| Anno | Data | Evento |
| ---- | ---- | --- |
| 1785 |      | Kara Mahmud Bushati, un nobile albanese della famiglia Bushati che viveva a Scutari, attacca il territorio montenegrino e viene nominato governatore di Scutari dalle autorità ottomane. |
| 1800 |      | Giunge al termine la maggior parte delle conversioni albanesi all'Islam. |

## XIX secolo
| Anno | Data | Evento |
| ---- | --- | --- |
| 1822 | | Il leader albanese Alì Pascià di Tepeleni viene assassinato da agenti ottomani per aver incoraggiato l'idea di uno stato autonomo.                                           |
| 1830 | | Cinquecento leader albanesi, accettando l'invito di incontrare un generale ottomano a Monastir, vengono intrappolati e uccisi in un'imboscata.                               |
| 1835 | | La Sublime porta ottomana divide le terre popolate dagli albanesi nei vilayets amministrati dagli ottomani di Giannina e Rumelia.                                            |
| 1848 | | Gli albanesi insorgono contro le riforme di Tanzimat. |
| 1861 | | Apre a Scutari la prima scuola nota per usare la lingua albanese per la prima volta nel paese.                                                                               |
| 1877 | | Guerra russo-turca (1877–1878): ha inizio la guerra. |
| 1878 | | Guerra russo-turca (1877-1878): l'Impero Ottomano viene sconfitto dal suo rivale, l'Impero Russo, indebolendo ampiamente il potere ottomano sulle aree popolate da albanesi. |
| 1878 | I leader albanesi riuniti a Prizren formano la Lega di Prizren per sostenere un'Albania unificata sotto la sovranità ottomana. | |
| 1879 | | Viene fondata a Costantinopoli la Society for Printing of Albanian Writings, composta da albanesi cattolici, musulmani e ortodossi.                                          |
| 1881 | | Le forze ottomane sopprimono la resistenza albanese a Prizren. I leader della Lega di Prizren e le loro famiglie vengono arrestati e deportati.                              |
| 1897 | | Le autorità ottomane sciolgono una nuova Lega di Prizren. |

## XX secolo
| Anno | Data                                                                                             | Evento |
| ---- | ------------------------------------------------------------------------------------------------ | --- |
| 1906 |                                                                                                  | L'Albania si unisce al Comitato di Unione e Progresso nella speranza di ottenere l'autonomia per la propria nazione all'interno dell'Impero ottomano. |
| 1908 |                                                                                                  | Durante un incontro a Bitola gli intellettuali albanesi scelgono l'alfabeto latino come scrittura standard della lingua albanese. |
| 1911 | 6 aprile                                                                                         | Gli Highlander albanesi comandati da Ded Gjo Luli sconfiggono le forze ottomane nella città di Tuzi. |
| 1912 | Maggio                                                                                           | Gli albanesi si rivoltano contro l'autorità ottomana e si impadroniscono di Skopje. |
| 1912 | Ottobre                                                                                          | Prima guerra balcanica: Comincia la guerra. Ciò incoraggia i leader albanesi ad affermare l'indipendenza del proprio stato. |
| 1912 | Novembre                                                                                         | I delegati musulmani e cristiani dichiarano l'indipendenza dell'Albania a Valona e stabiliscono un governo provvisorio. |
| 1912 | Dicembre                                                                                         | Una conferenza di ambasciatori a Londra consegna metà del territorio albanese alla Serbia e alla Grecia. |
| 1913 | Maggio                                                                                           | Prima guerra balcanica: Il Trattato di Londra pone fine alla guerra. |
| 1913 | Maggio                                                                                           | Seconda guerra balcanica: La guerra ha inizio |
| 1913 | Agosto                                                                                           | Seconda guerra balcanica: Il Trattato di Bucarest pone fine alla guerra e riconosce l'indipendenza dello stato albanese governato da una monarchia costituzionale. |
| 1914 | Marzo                                                                                            | Guglielmo di Wied viene nominato capo del nuovo Principato d'Albania dalla Commissione Internazionale di Controllo. |
| 1914 | Settembre                                                                                        | Prima guerra mondiale: Il nuovo stato albanese crolla. |
| 1918 | Novembre                                                                                         | Prima guerra mondiale: La guerra finisce con l'occupazione militare del territorio albanese di Italia, Serbia, Grecia e Francia. |
| 1918 | Dicembre                                                                                         | I leader albanesi si incontrano a Durazzo per discutere la presentazione degli interessi albanesi all'imminente Conferenza di pace di Parigi |
| 1919 | Gennaio                                                                                          | La Serbia attacca l'Albania, costringendo gli albanesi ad adottare la guerrilla. |
| 1919 | Giugno                                                                                           | Conferenza di pace di Parigi, 1919: L'Albania viene divisa tra Grecia, Italia e Jugoslavia alla conferenza, durante la quale non viene permessa la partecipazione albanese. |
| 1920 | Gennaio                                                                                          | Durante l'incontro a Lushnjë, i leader albanesi respingono la partizione dell'Albania, avvertendo che gli albanesi sono pronti a imbracciare le armi per difendere il proprio territorio. e crea un parlamento bicamerale. |
| 1920 | Febbraio                                                                                         | Il governo albanese, sotto il comando di Sulejman Delvina, viene spostato nella nuova capitale Tirana. |
| 1920 | Settembre                                                                                        | L'Albania costringe l'Italia a ritirare le proprie truppe e abbandonare le rivendicazioni territoriali di quasi tutto il territorio albanese. |
| 1920 | Dicembre                                                                                         | L'Albania viene ammessa nellaSocietà delle Nazioni come stato sovrano e indipendente. |
| 1921 | Novembre                                                                                         | L'esercito jugoslavo invade i territori albanesi che non aveva occupato precedentemente. |
| 1921 | Novembre                                                                                         | Una commissione della Società delle Nazioni costringe la Jugoslavia a ritirarsi e riafferma i confini albanesi definiti nel 1913. |
| 1921 | Dicembre                                                                                         | Il Partito Popolare guidato da Xhafer Ypi forma un governo, con il futuro re Zog I di Albania come Ministro degli Interni. |
| 1922 | Agosto                                                                                           | Il patriarca ecumenico di Costantinopoli Melezio IV riconosce la Chiesa ortodossa autocefala albanese. |
| 1922 | Settembre                                                                                        | Zog diventa Primo Ministro. |
| 1923 |                                                                                                  | I sunniti albanesi spezzano i legami con l'impero ottomano, giurando fedeltà primaria alla propria patria. |
| 1924 | Marzo                                                                                            | Il partito di Zog vince nelle elezioni per l'Assemblea Nazionale. |
| 1924 | Marzo                                                                                            | Zog si dimette in seguito ad uno scandalo finanziario e un tentativo di assassinio. |
| 1924 | Luglio                                                                                           | Un'insurrezione sostenuta dai contadini porta il paese ad ottenere il controllo di Tirana, nominare Fan S. Noli come Primo Ministro e costringere Zog I di Albania a fuggire in Jugoslavia. |
| 1924 | Dicembre                                                                                         | Zog, sostenuto dall'esercito jugoslavo, ritorna al potere e costringe Noli a fuggire in Italia. |
| 1925 | Maggio                                                                                           | L'i Italia inizia ad inserirsi nella vita economica e pubblica dell'Albania. |
| 1926 | 27 novembre                                                                                      | L'Italia e l'Albania firmano il Primo Trattato di Tirana, garantendo i confini all'Albania e la posizione politica di Zog. |
| 1928 | Agosto                                                                                           | Zog spinge il parlamento ad autosciogliersi e raduna un'assemblea costituente che lo dichiara re. |
| 1931 |                                                                                                  | Zog si rifiuta di rinnovare il Primo Trattato di Tirana nonostante a pressione politica ed economica dell'Italia. |
| 1934 |                                                                                                  | L'Italia sospende il supporto economico nei confronti dell'Albania. |
| 1935 |                                                                                                  | Il Primo Ministro italiano Benito Mussolini fa ripartire il l'aiuto economico nei confronti dell'Albania. |
| 1939 | 17 marzo                                                                                         | L'ambasciatore tedesco garantisce a Mussolini il supporto del proprio paese per un'invasione italiana dell'Albania. |
| 1939 | 25 marzo                                                                                         | L'ambasciatore italiano pretende che l'Albania diventi un protettorato italiano. |
| 1939 | Aprile                                                                                           | L'esercito albanese si mobilita. |
| 1939 | 5 aprile                                                                                         | Nasce Leka Zogu, l'erede al trono albanese. |
| 1939 | 5 aprile                                                                                         | Zog fa appello alle democrazie |
| 1939 | 6 aprile                                                                                         | Zog fa appello all'intesa balcanica. |
| 1939 | 7 aprile                                                                                         | Invasione italiana dell'Albania: Cinquantamila marine italiani approdano nei porti di Durazzo, Valona, San Giovanni di Medua e Saranda. Vedi anche: occupazione italiana dell'Albania, occupazione tedesca dell'Albania.I |
| 1939 | 7 aprile                                                                                         | Zog fugge con sua moglie, la regina Géraldine Apponyi de Nagyappony, e il loro figlioletto Leka, in Grecia. |
| 1939 | 8 aprile                                                                                         | Le truppe italiane occupano Tirana. |
| 1939 | 12 aprile                                                                                        | Viene approvata un'unione personale con l'Italia da un'assemblea costituente convocata a Tirana da notabili filoitaliani. |
| 1939 | 12 aprile                                                                                        | Shefqet Verlaci diventa Primo Ministro, facente funzione di Capo di Stato. |
| 1939 | 14 aprile                                                                                        | L'Albania si ritira dalla Società delle Nazioni. |
| 1939 | 16 aprile                                                                                        | Il re italiano Vittorio Emanuele III di Savoia viene incoronato re d'Albania. |
| 1939 | 22 aprile                                                                                        | Francesco Jacomoni di San Savino viene dichiarato viceré d'Albania. |
| 1940 |                                                                                                  | Viene abrogata la costituzione albanese. |
| 1940 | Viene stabilito il Partito Fascista Albanese.                                                    | |
| 1940 | L'esercito albanese viene fuso con quello italiano.                                              | |
| 1940 | 28 ottobre                                                                                       | Campagna italiana di Grecia: La guerra ha inizio. L'esercito italiano invade la Grecia attraverso l'Albania. |
| 1941 | Aprile                                                                                           | Invasione della Jugoslavia: Germania, Italia, Ungheria, Bulgaria, Romania e l'Ustascia croata invadono la Jugoslavia. |
| 1941 | Aprile                                                                                           | Operazione Marita: La Germania invade la Grecia. |
| 1941 | Aprile                                                                                           | L'occupazione dell'Asse della Grecia durante la Seconda Guerra Mondiale: La Grecia viene divisa tra Germania, Italia e Bulgaria, con l'occupazione italiana di buona parte del territorio della Grecia e della maggior parte delle isole. |
| 1941 | Ottobre                                                                                          | Josip Broz Tito, leader del Partito Comunista della Jugoslavia, comincia ad organizzare comunisti albanesi. |
| 1941 | 8 novembre                                                                                       | Viene fondato il Partito Comunista Albanese sotto il primo segretario Enver Hoxha. |
| 1941 | 3 dicembre                                                                                       | Mustafa Merlika Kruja diventa Primo Ministro |
| 1942 | 16 settembre                                                                                     | Conferenza di Pezë: Viene fondato il Movimento di Liberazione Nazionale (Albania). |
| 1942 | Ottobre                                                                                          | I gruppi nazionalisti non comunisti sembrano resistere all'occupazione italiana. |
| 1943 | Agosto                                                                                           | L'Italia firma l'Armistizio di Cassibile, sciogliendo la maggior parte delle sue forze armate e allentando la presa sull'Albania. |
| 1943 | Settembre                                                                                        | Le forze tedesche invadono e occupano l'Albania. Il Regno d'Albania diventa uno stato fantoccio tedesco. |
| 1944 | Gennaio                                                                                          | Il Movimento di Liberazione Nazionale, grazie alle armi fornitegli dagli inglesi, ottiene il controllo del sud dell'Albania. |
| 1944 | Maggio                                                                                           | I comunisti si incontrano per organizzare un governo albanese e nominano Hoxha presidente del comitato esecutivo e comandante supremo del Movimento di Liberazione Nazionale. |
| 1944 | Luglio                                                                                           | Le forze comuniste approdano nel centro e nel nord dell'Albania. |
| 1944 | Ottobre                                                                                          | I comunisti stabiliscono un governo provvisorio con Enver Hoxha come Primo Ministro. |
| 1944 | Novembre                                                                                         | I comunisti entrano nella capitale in seguito al ritiro dei tedeschi. |
| 1944 | Dicembre                                                                                         | Il governo provvisorio comunista adotta delle leggi che permettono la regolamentazione statale delle imprese commerciali e del commercio interno ed estero. |
| 1945 | Gennaio                                                                                          | Il governo provvisorio comunista concorda sul riconsegnare il Kosovo alla Jugoslavia come regione autonoma. |
| 1945 | Gennaio                                                                                          | Il governo inizia a condannare migliaia di "criminali di guerra" e "nemici del popolo" a morte o alla prigione e a nazionalizzare industria, trasporti, boschi e pascoli. |
| 1945 | Aprile                                                                                           | La Jugoslavia riconosce il governo albanese. |
| 1945 | Agosto                                                                                           | Iniziano ad essere create riforme agricole radicali, attraverso le quali circa metà dei territori coltivabili vengono ridistribuiti ai contadini da grandi proprietari terrieri e le proprietà della chiesa vengono nazionalizzate. |
| 1945 | Agosto                                                                                           | La United Nations Relief and Rehabilitation Administration inizia ad inviare rifornimenti all'Albania |
| 1945 | Novembre                                                                                         | L'Unione Sovietica riconosce il governo provvisorio albanese. |
| 1945 | Novembre                                                                                         | La Gran Bretagna e gli Stati Uniti subordinano diplomaticamente il riconoscimento dell'Albania. |
| 1945 | Dicembre                                                                                         | Vengono tenute le elezioni per l'assemblea popolare in cui si possono eleggere solo candidati del fronte democratico. |
| 1946 | Gennaio                                                                                          | L'assemblea popolare proclama la Repubblica Popolare d'Albania; ciò indica l'inizio dell'epurazione dei non-comunisti dalle posizioni di potere. |
| 1946 | Luglio                                                                                           | L'Albania firma un trattato di amicizia e cooperazione con la Jugoslavia, contrassegnando l'inizio di un flusso di consiglieri e cereali provenienti dalla Jugoslavia verso l'Albania. |
| 1946 | 26 ottobre                                                                                       | Incidente del canale di Corfù: Due navi britanniche vengono distrutte da delle mine sulla costa Albanese dello stretto di Corfù. |
| 1946 | Novembre                                                                                         | L'Albania rompe i rapporti diplomatici con gli Stati Uniti |
| 1947 |                                                                                                  | Incidente del canale di Corfù: La risoluzione 22 del Consiglio di Sicurezza delle Nazioni Unite suggerisce che sia la Corte internazionale di giustizia a risolvere la controversia tra Regno Unito e Albania, riguardante l'affondamento di due navi britanniche nello stretto di Corfù. |
| 1947 | Aprile                                                                                           | La Commissione di pianificazione economica mette a punto un piano economico con gli obiettivi di produzione per le imprese minerarie, manifatturiere e agricole. |
| 1947 | Maggio                                                                                           | Guerra civile greca: Una commissione delle Nazioni Unite conclude che l'Albania, insieme a Bulgaria e Jugoslavia, supportano le guerrille comuniste. |
| 1947 | Maggio                                                                                           | I leader jugoslavi lanciano un'offensiva verbale contro i comunisti albanesi anti-jugoslavi, compreso Hoxha, rafforzando la fazione pro-jugoslavi. |
| 1947 | Luglio                                                                                           | L'Albania si rifiuta di partecipare al Piano Marshall degli Stati Uniti. |
| 1948 | Febbraio                                                                                         | I leader albanesi del partito comunista iniziano a votare per fondere le economie e le forze armate albanesi e jugoslave. |
| 1948 | Marzo                                                                                            | Passa il provvedimento per fondere economie e forze armate albanesi e jugoslave. |
| 1948 | Giugno                                                                                           | Il Cominform espelle la Jugoslavia, causando l'inasprimento dei rapporti dell'Albania con il paese. |
| 1948 | Settembre                                                                                        | Hoxha inizia a purgare i membri del partito di alto rango accusati di Titoismo. |
| 1948 | Settembre                                                                                        | L'Albania ritira il suo trattato di pace con la Jugoslavia |
| 1948 | Settembre                                                                                        | L'Unione Sovietica inizia a fornire aiuto economico all'Albania e a mandare consiglieri nel paese. |
| 1948 | Novembre                                                                                         | Il primo congresso del partito cambia il nome del Partito Comunista in Partito del Lavoro d'Albania. |
| 1949 | Gennaio                                                                                          | Il regime emana un decreto sulle comunità religiose. |
| 1949 | Febbraio                                                                                         | L'Albania entra nel Consiglio di mutua assistenza economica, una zona di libero scambio separata dal resto del mondo. |
| 1949 | Dicembre                                                                                         | Vengono purgati i comunisti albanesi ritenuti sostenitori del Primo Ministro jugoslavo Tito. |
| 1950 |                                                                                                  | La Gran Bretagna e gli Stati Uniti iniziano ad inserire infruttuose unità di guerriglia albanesi anti-comuniste in Albania. |
| 1950 | Luglio                                                                                           | L'assemblea popolare approva una nuova costituzione, con la quale Hoxha diventa Ministro della Difesa e Ministro degli Esteri. |
| 1951 | Febbraio                                                                                         | Albania e Unione Sovietica firmano un accordo su un'assistenza economica reciproca. |
| 1954 | Luglio                                                                                           | Hoxha cede il ruolo di Primo Ministro a Mehmet Shehu, mantenendo tutta via il potere primario come primo segretario del Partito Comunista. |
| 1955 | Maggio                                                                                           | L'Albania diventa membro fondatore del Patto di Varsavia. |
| 1956 | Febbraio                                                                                         | Il leader del Partito Comunista dell'Unione Sovietica Nikita Chrushchev tiene il discorso "Sul culto della personalità e le sue conseguenze" in cui critica il suo predecessore Iosif Stalin, calmando le acque nei rapporti con l'Albania sotto il pro-Stalin Hoxha. |
| 1959 |                                                                                                  | L'Albania inizia a ricevere grandi quantità di aiuti economici da parte dell'Unione Sovietica, dei paesi dell'Europa orientale e della Cina. |
| 1959 | Maggio                                                                                           | Chrushchev visita l'Albania. |
| 1960 | Giugno                                                                                           | Rottura sovietico-albanese: L'Albania si schiera con la Repubblica Popolare Cinese, causando una diminuzione drastica dell'aiuto economico da parte dell'Unione Sovietica. |
| 1960 | Novembre                                                                                         | Hoxha si scaglia contro Chrushchev e sostiene la Cina durante una conferenza internazionale comunista a Mosca. |
| 1961 | Febbraio                                                                                         | Hoxha si schiera contro l'Unione Sovietica e la Jugoslavia durante il quarto congresso del partito in Albania. |
| 1961 | Dicembre                                                                                         | L'Unione Sovietica rompe le relazioni diplomatiche con l'Albania, portando i paesi comunisti dell'Europa orientale a ridurre drasticamente i propri contatti con l'Albania e quest'ultima a migliorare il proprio rapporto con la Cina. |
| 1962 |                                                                                                  | Il regime albanese introduce un programma di austerità per cercare di compensare la revoca del sostegno economico sovietico. |
| 1962 | L'Albania diventa portavoce della Cina alle Nazioni Unite.                                       | |
| 1964 | Ottobre                                                                                          | Chrushchev è costretto a dimettersi, per la gioia di Hoxha. |
| 1966 | Febbraio                                                                                         | Hoxha dà inizio ad una rivoluzione ideologica e culturale. |
| 1966 | Marzo                                                                                            | Il Partito Comunista albanese pubblica una "lettera aperta" stabilendo pari salari e struttura occupazionale per tutti i lavoratori. |
| 1967 |                                                                                                  | Il regime di Hoxha dà inizio ad una campagna violenta contro la vita religiosa, chiudendo o convertendo ad altri usi più di duemila edifici religiosi prima della fine dell'anno. |
| 1968 | Agosto                                                                                           | Invasione della Cecoslovacchia da parte del Patto di Varsavia: L'Albania condanna l'invasione e si ritira dal Patto di Varsavia. |
| 1976 | Settembre                                                                                        | Il presidente del Partito Comunista Cinese Mao Zedong muore, il che porta ad un raffreddamento delle relazioni con l'Albania conosciuto come la rottura sino-albanese. |
| 1976 | Dicembre                                                                                         | Una nuova costituzione sostituisce quella del 1950 e rinomina l'Albania Repubblica Popolare Socialista d'Albania. |
| 1977 |                                                                                                  | Degli alti comandanti vengono purgati in seguito alla scoperta di una "cospirazione cinese". |
| 1978 | Luglio                                                                                           | La Cina pone fine a tutti gli aiuti di tipo economico e militare nei confronti dell'Albania. |
| 1980 |                                                                                                  | Hoxha sceglie Ramiz Alia come nuovo leader del partito, ignorando Mehmet Shehu. |
| 1981 | Dicembre                                                                                         | Shehu muore, per mani proprie o su ordine di Hoxha. |
| 1982 | Novembre                                                                                         | Alia diventa presidente del Presidium dell'assemblea popolare. |
| 1983 |                                                                                                  | Hoxha inizia il suo periodo di pensione, lasciando più poteri amministrativi ad Alia. |
| 1985 | Aprile                                                                                           | Hoxha muore. |
| 1986 | Novembre                                                                                         | Alia viene presentato come leader indiscusso del paese e del Partito durante il nono congresso del partito. |
| 1987 | Agosto                                                                                           | La Grecia pone fine allo stato di guerra. |
| 1987 | Novembre                                                                                         | Albania e Grecia firmano una serie di accordi a lungo termine. |
| 1989 | Settembre                                                                                        | Alia segnala la necessità di applicare cambiamenti radicali al sistema economico. |
| 1990 | Gennaio                                                                                          | Le manifestazioni contro il XIX Plenum del Comitato Centrale a Scutari costringono le autorità a dichiarare lo stato di emergenza. |
| 1990 | Aprile                                                                                           | Alia dichiara la sua volontà di stabilire relazioni diplomatiche con Unione Sovietica e Stati Uniti. |
| 1990 | Maggio                                                                                           | Javier Pérez de Cuéllar, segretario generale delle Nazioni Unite, visita l'Albania. |
| 1990 | Maggio                                                                                           | Il regime annuncia il proprio desiderio di unirsi all'Organizzazione per la sicurezza e la cooperazione in Europa facendo passare leggi per liberalizzare il codice penale, riformando il sistema giudiziario, revocando delle restrizioni sulla libertà di culto e garantendo il diritto di viaggiare all'estero. |
| 1990 | Luglio                                                                                           | Dei giovani manifestano contro il regime a Tirana, costringendo cinque mila cittadini a rifugiarsi in ambasciate straniere. |
| 1990 | Luglio                                                                                           | Albania e Unione Sovietica firmano un protocollo che ne normalizza i rapporti. |
| 1990 | Agosto                                                                                           | Il governo abbandona il proprio monopolio sul commercio estero e inizia ad aprire l'Albania in questo senso. |
| 1990 | Settembre                                                                                        | Alia tiene un discorso all'Assemblea Generale delle Nazioni Unite a New York. |
| 1990 | Ottobre                                                                                          | Tirana ospita la conferenza dei Ministri degli esteri balcanici. |
| 1990 | Ottobre                                                                                          | Ismail Kadare, il più importante scrittore albanese, diserta verso la Francia. |
| 1990 | Dicembre                                                                                         | Alia incontra degli studenti universitari che manifestano contro la sua dittatura. |
| 1990 | Dicembre                                                                                         | Il XXIII Plenum del Comitato Centrale del Partito Comunista autorizza il multipartitismo. |
| 1990 | Dicembre                                                                                         | Viene fondato il Partito Democratico d'Albania. |
| 1990 | Decembre                                                                                         | Viene pubblicato un progetto di costituzione. |
| 1991 | Gennaio                                                                                          | Il giornale dell'opposizione Rilindja Demokratike inizia a pubblicare. |
| 1991 | Gennaio                                                                                          | Migliaia di albanesi cercano rifugio in Grecia. |
| 1991 | Marzo                                                                                            | Albania e Stati Uniti ristabiliscono i rapporti diplomatici. |
| 1991 | Marzo                                                                                            | Migliaia di albanesi cercano asilo in Italia. |
| 1991 | Marzo                                                                                            | Vengono tenute delle elezioni multipartitiche. |
| 1991 | Aprile                                                                                           | Le elezioni giungono al termine. Con un'affluenza del 99 percento il Partito Comunista ottiene oltre il 67 percento dei voti per i seggi dell'Assemblea Popolare.Il Partito Democratico d'Albania ne ottiene circa il 30 percento |
| 1991 | Aprile                                                                                           | L'Assemblea Popolare rielegge Ramiz Alia per un nuovo mandato presidenziale. |
| 1991 | Aprile                                                                                           | Durante una riorganizzazione il Ministero degli Affari Interni viene sostituito con il Ministero dell'Ordine Pubblico e le Guardie di Frontiera e il Direttorato di Amministrazione Penitenziaria vengono posizionati rispettivamente sotto il Ministero della Difesa e il Ministero della Giustizia. |
| 1991 | Aprile                                                                                           | L'Assemblea Popolare approva una legge sulle principali disposizioni costituzionali che prevedevano il rispetto dei diritti fondamentali dell'uomo e la separazione dei poteri, invalidando la costituzione del 1976. |
| 1991 | Aprile                                                                                           | L'Assemblea Popolare nomina una commissione per redigere una nuova costituzione. |
| 1991 | Giugno                                                                                           | Il Primo Ministro Fatos Nano e il suo gabinetto si dimettono di fronte alla richiesta dei sindacati di uno sciopero generale. |
| 1991 | Giugno                                                                                           | Assume la carica un governo di coalizione guidato dal Primo Ministro Ylli Bufi. |
| 1991 | Giugno                                                                                           | Il Decimo Congresso del Partito Comunista scioglie il partito e fonda il nuovo Partito Socialista d'Albania. |
| 1991 | Giugno                                                                                           | L'Albania viene accettata come membro a pieno titolo del Gruppo di Minsk. |
| 1991 | Giugno                                                                                           | Il Segretario di Stato degli Stati Uniti James Baker visita l'Albania. |
| 1991 | Luglio                                                                                           | Il Sigurimi viene abolito e sostituito dal Servizio Nazionale di Informazione. |
| 1991 | Agosto                                                                                           | Circa diciottomila albanesi attraversano senza successo il Mare Adriatico per cercare asilo in Italia. |
| 1991 | Agosto                                                                                           | L'Assemblea Popolare approva una legge sull'attività economica che permette la proprietà privata della proprietà, la privatizzazione delle proprietà dello stato, gli investimenti dei non cittadini e l'occupazione privata dei lavoratori. |
| 1991 | Ottobre                                                                                          | Gli Stati Uniti riaprono un'ambasciata a Tirana. |
| 1991 | Ottobre                                                                                          | L'Albania si unisce al Fondo Monetario Internazionale. |
| 1991 | Dicembre                                                                                         | Il governo di coalizione collassa in seguito alle accuse di star bloccando la riforma mosse nei confronti delPartito Comunista. Bufi si dimette. |
| 1991 | Dicembre                                                                                         | Alia nomina Vilson Ahmeti Primo Ministro e fissa le elezioni a marzo 1992. |
| 1992 | Febbraio                                                                                         | L'Assemblea Popolare impedisce all'OMONIA, il partito che rappresenta gli albanesi greci, di presentare candidati alle elezioni di marzo. |
| 1992 | 22 marzo                                                                                         | Nel mezzo del declino economico e del caos sociale, l'opposizione anticomunista guidata dal Partito Democratico ottiene una vittoria elettorale decisiva. I Democratici ottengono il 62% dei voti e raggiungono una maggioranza assoluta con 92 dei 140 seggi in parlamento. I Socialisti, con il 26% dei voti, ottengono 38 seggi. L'affluenza è del 90%. (fino al 29 marzo) |
| 1992 | 3 aprile                                                                                         | Alia si dimette come presidente e a lui succede il 9 aprile Sali Berisha, il primo leader democratico dell'Albania dai tempi di Bishop Noli. Il primo governo non comunista, guidato da Aleksandër Meksi, viene eletto il 13 aprile. La sua priorità dichiarata è di stabilire l'ordine pubblico e ordinare la trasformazione dell'economia paralizzata attraverso un programma di riforme che enfatizzi un'economia di libero mercato e la privatizzazione. |
| 1992 | 16 aprile                                                                                        | Eduard Selami viene eletto presidente del Partito Democratico. |
| 1992 | Giugno                                                                                           | L'Albania firma il patto della cooperazione economica del mar Nero con altri dieci paesi, comprese sei ex repubbliche sovietiche. Il patto porta alla fondazione dell'Organizzazione della cooperazione economica del mar Nero. |
| 1992 | Luglio                                                                                           | Il Partito Comunista albanese viene dichiarato fuori legge e il suo presidente, Hysni Milloshi, viene arrestato a Tirana e accusato di avere un'arma illegalmente. |
| 1992 | 26 luglio                                                                                        | Quattro mesi dopo la sua sconfitta a marzo, il Partito Socialista guadagna molto alle prime elezioni democratiche locali del paese. Il Partito Democratico ottiene il 43,2% dei voti, comparato al 41,3% di quelli dei Socialisti. Le difficoltà economiche, l'apatia generale e una divisione all'interno del Partito Democratico hanno contribuito ai pessimi risultati. Quest'ultimo ottiene il controllo amministrativo locale nella maggior parte delle grandi città, mentre i Socialisti ottengono il controllo di buona parte della campagna. |
| 1992 | Settembre                                                                                        | L'ex presidente Alia viene arrestato, insieme ad altri diciotto ex ufficiali comunisti, compresa Nexhmije Hoxha, i quali vengono accusati di corruzione e altri reati. |
| 1992 | 3 novembre                                                                                       | La divisione all'interno del Partito Democratico si trasforma in una spaccatura quando un gruppo di riformisti democratici se ne separano, formando un nuovo partito: l'Alleanza Democratica. |
| 1992 | Dicembre                                                                                         | All'Albania viene permessa l'adesione all'Organizzazione della cooperazione islamica e, nello stesso mese, fa richiesta per entrare alla NATO, diventando il primo paese facente precedentemente parte del Patto di Varsavia a cercare formalmente di entrare a far parte dell'alleanza occidentale. |
| 1993 | 27 gennaio                                                                                       | Nexhmije Hoxha viene condannato a nove anni di carcere, dopo essere stato giudicato colpevole di appropriazione indebita dei fondi dello stato. |
| 1993 | Febbraio                                                                                         | L'ex Primo Ministro Vilson Ahmeti viene posto agli arresti domiciliari, in seguito ad accuse di corruzione. |
| 1993 | Marzo                                                                                            | Manfred Wörner, Segretario generale della NATO visita Tirana. |
| 1993 | Aprile                                                                                           | L'Albania riconosce la Repubblica di Macedonia. |
| 1993 | 25 aprile                                                                                        | Papa Giovanni Paolo II fa una visita storica. (L'ultimo papa a viaggiare verso l'Albania, nel 1464, è morto lungo la strada) |
| 1993 | Maggio                                                                                           | La pena detentiva di Nexhmije Hoxha viene aumentata di due anni. |
| 1993 | Luglio                                                                                           | L'Albania espelle un ecclesiastico greco-ortodosso, che ritenevano avesse distribuito mappe che mostravano il sud dell'Albania come territorio greco. Successivamente, la Grecia deporta migliaia di lavoratori migranti albanesi illegali. |
| 1993 | 30 luglio                                                                                        | Il leader del Partito Socialista, l'ex Primo Ministro Nano, viene arrestato a causa di delle accuse di abuso di potere. |
| 1993 | Agosto                                                                                           | Alia viene arrestato a causa di delle accuse di abuso di potere. |
| 1993 | Settembre                                                                                        | Ahmeti ottiene una condanna di due anni in carcere. |
| 1993 | Settembre                                                                                        | Il Presidente Berisha e il Presidente Momir Bulatović di Montenegro si incontrano a Tirana per discutere di delle modalità per migliorare i rapporti tra gli albanesi e i montenegrini. |
| 1993 | Ottobre                                                                                          | La Grecia richiama il proprio ambasciatore per consultazioni in seguito ad una serie di incidenti al confine e presunti abusi dei diritti umani in Albania. |
| 1994 |                                                                                                  | La trasformazione post-comunista dell'Albania continua, con più progresso in certe aree piuttosto che in altre. Le relazioni tra albanesi e greci si deteriorano e Atene blocca i prestiti dell'Unione Europea verso Tirana, ostacolando la necessaria integrazione dell'Albania in Europa. Il prodotto interno lordo cresce dell'8% e l'inflazione continua nella sua spirale discendente. Tuttavia, la disoccupazione rimane il tallone d'Achille del paese; più di 300.000 lavoratori sono disoccupati. I circa 400 milioni di dollari inviati a casa dagli emigrati albanesi sono di vitale importanza per sostenere l'economia nazionale, aumentando la quantità di disponibilità economiche. Per la maggior parte delle persone, le difficoltà economiche e la povertà diffusa sono la norma. Il debito estero dell'Albania continua a crescere. Il clima politico è relativamente stabile, tuttavia torna sempre a galla l'ostilità presente tra le forze dominanti e le forze dell'opposizione. Il Partito Socialista e altri gruppi politici accusano il Presidente Sali Berisha di essere diventato sempre più autoritario. L'Albania fa importanti progressi negli affari esteri, anche se le relazioni con alcuni dei paesi vicini continuano ad essere problematiche. L'impasse nei rapporti tra Belgrado e Tirana persiste, ma i legami con Bulgaria, Turchia, Repubblica di Macedonia, e Italia migliorano ulteriormente. I rapporti con la Grecia causano preoccupazioni riguardanti un nuovo punto di rottura dei Balcani. |
| 1994 | Aprile                                                                                           | In seguito ad un raid in un campo di addestramento militare in cui vengono uccise due reclute, Tirana arresta cinque persone di etnicità greca, le dichiara colpevoli di spionaggio e possesso illegale di armi e li condanna al carcere per un periodo che va dai sei agli otto anni. Irritati dal verdetto, (il processo è viene svolto a porte chiuse, nessun osservatore internazionale viene ammesso) Atene, secondo quanto riportato, espelle fino a 70.000 dei 300.000 immigranti albanesi illegali che vivono in Grecia. |
| 1994 | Aprile                                                                                           | Fatos Nano viene condannato a 12 anni per corruzione avvenuta durante il suo periodo come Primo Ministro nel 1991; la decisione viene confermata da una corte d'appello nel mese successivo. |
| 1994 | Luglio                                                                                           | Ramiz Alia viene processato con una serie di accuse, inclusa la deportazione forzata di prigionieri politici, esecuzioni sommarie e l'approvazione del divieto del 1967 di attività religiose. Le accuse vengono successivamente cambiate in abuso di potere e violazione dei diritti dei cittadini. Alia si dichiara non colpevole e afferma che le accuse contro di lui non sono chiare; tuttavia, viene condannato a 9 anni di detenzione. |
| 1994 | 4 ottobre                                                                                        | Viene presentato a Berisha un progetto di costituzione. Non riuscendo ad ottenere l'approvazione di due terzi dell'Assemblea popolare richiesta, Berisha richiede un referendum nazionale, il primo del suo genere. Sorprendentemente, le votazioni del 6 novembre vanno contro Berisha (54,9% dei votanti rifiutano il progetto di costituzione), portando ad uno stallo con i Socialisti. |
| 1994 | Novembre                                                                                         | La condanna di Alia viene ridotta a 5 anni. |
| 1995 |                                                                                                  | Berisha si trova ancora di fronte ad impressionanti problemi politici, economici e sociali. Il Partito Socialista minaccia di rubare il potere al Partito Democratico, mentre quest'ultimo cita notevoli successi negli affari economici ed esteri e prevede la vittoria alle elezioni parlamentari previste per marzo 1996. Tra le 49 nuove decisioni legislative approvate dall'Assemblea Popolare nel 1995 ci sono leggi sulla terra e sulla proprietà che influenzano positivamente il flusso di investimenti nazionali ed esteri, soprattutto nel campo dell'agricoltura. Il processo di privatizzazione continua, con circa 1.400 piccole imprese privatizzate. Il debito estero dell'Albania da 700 milioni di dollari viene sostanzialmente ridotto. Il prodotto interno lordo cresce di circa il 6% e l'inflazione scende a circa il 10%. I settori dell'agricoltura, delle costruzioni e dei servizi privati registrano alti tassi di crescita, rispettivamente del 15%, 90% e 25%. Il settore industriale rimane l'anello economico più debole, con continue perdite di produzione. Anche le esportazioni subiscono un rallentamento. Si registrano progressi continui negli affari esteri, ad eccezione di un'impasse tra Tirana e Belgrado. Si evidenzia un leggero miglioramento nelle relazioni greco-albanesi. La cooperazione militare USA-Albania si sviluppa rapidamente. I progetti congiunti nel 1995 includono voli di raccolta di intelligence degli Stati Uniti in Bosnia ed Erzegovina da basi in Albania, scambi di delegazioni militari di alto livello, esercitazioni mediche e militari e la costruzione dell'unico ospedale militare albanese. |
| 1995 | Marzo                                                                                            | Il presidente del Partito Democratico, Eduard Selami, viene licenziato durante un congresso straordinario del partito per essersi opposto ai tentativi di Berisha di organizzare un ulteriore referendum per il progetto di costituzione. Selami viene sostituito da Tritan Shehu. |
| 1995 | Maggio                                                                                           | L'Italia schiera delle truppe lungo la propria costa per arrestare il continuo influsso di immigrati illegali albanesi. |
| 1995 | Giugno                                                                                           | Ilir Hoxha, figlio di Enver Hoxha, viene condannato per incitamento alle ostilità nazionali per aver denunciato i leader del Partito Democratico in un giornale. |
| 1995 | Luglio                                                                                           | L'Albania viene ammessa nel Consiglio d'Europa. |
| 1995 | 7 luglio                                                                                         | La Corte Suprema ordina il rilascio immediato di Alia, a causa delle disposizioni di un nuovo codice penale, che era entrato in vigore all'inizio di luglio. Sempre in luglio viene abbandonato il processo contro Vilson Ahmeti, a causa della mancanza di prove. |
| 1995 | Settembre                                                                                        | Avviene il primo incontro in assoluto tra i capi di stato degli Stati Uniti e dell'Albania. |
| 1995 | 1 settembre                                                                                      | Como conseguenza di un accordo tra Albania e 41 banche occidentali, il debito che il paese doveva a quelle istituzioni passa da 500 a 100 milioni di dollari. |
| 1995 | 27 novembre                                                                                      | La pena detentiva di Nano viene ridotta a quattro anni. Il 30 dicembre Berisha riduce ulteriormente la sentenza di otto mesi. |
| 1995 | 15 dicembre                                                                                      | 14 illustri politici comunisti vengono arrestati, compreso l'ex Ministero della difesa Prokop Murra e l'ex presidente Haxhi Lleshi. |
| 1996 |                                                                                                  | Il prodotto interno lordo cresce di circa l'8%, mentre l'inflazione aumenta di circa il 4-5%, principalmente a causa dell'introduzione di un'imposta sul valore aggiunto. La disoccupazione diminuisce fino ad un totale di 170.000, o circa il 13%. Il settore dell'agricoltura e specialmente quelli della costruzione e del servizio privato continuano a registrare crescite robuste a due cifre. Le rimesse degli albanesi emigrati in Grecia, Italia, Germania e Stati Uniti rappresentano ancora un 20% del PIL. I rapporti del paese con la Grecia migliorano quando un ufficiale di alto rango greco visita l'Albania e vengono firmati degli importanti accordi di cooperazione. L'impasse tra Tirana e Belgrado continua, anche se viene concesso alle persone di etnia albanese del Kosovo di viaggiare in Albania. Tirana invia una forza di pace composta da 33 uomini nel contingente tedesco dell'IFOR (l'Implementation Force gestita dalla NATO) in Bosnia ed Erzegovina; è la prima volta nella storia del paese che delle truppe albanesi vengono collocate all'estero. |
| 1996 | L'Albania riceve un pacchetto di aiuti dagli Stati Uniti dal valore di cento milioni di dollari. | |
| 1996 | 2 febbraio                                                                                       | Alia viene nuovamente arrestato e accusato di crimini contro l'umanità. |
| 1996 | 6 marzo                                                                                          | L'ex capo dei Sigurimi viene arrestato in seguito agli attentati dinamitardi a Tirana il 26 febbraio e a Durazzo il 6 marzo. |
| 1996 | 26 maggio                                                                                        | Le terze elezioni parlamentari post-comunismo gettano l'Albania nella sua più profonda crisi politica dalla fine del regime comunista. Ore prima della chiusura delle votazioni, tutti i principali partiti di opposizione ritirano i propri candidati, accusando il partito Democratico in carica dibrogli elettorali. La polizia antisommossa interrompe violentemente un raduno di protesta. Il 2 giugno viene tenuto un secondo turno, boicottato nuovamente da gran parte dell'opposizione. Il presidente della Commissione Elettorale Centrale dichiara un'affluenza del 59% rispetto all'89% del primo turno. I risultati finali conferiscono al Partito Democratico 122 seggi nel parlamento composto da 140 seggi (87% dei voti). I Socialisti rifiutano di riconoscere i risultati e non occupano i loro nove seggi. |
| 1996 | 11 luglio                                                                                        | Berisha forma un nuovo gabinetto allargato (25 membri). Tra i nuovi ministri ci sono Tritan Shehu come Ministro degli Esteri e vicepresidente, Ridvan Bode come Ministro delle Finanze e Halit Shamata come Ministro degli Interni. Il governo comprende quattro membri donne, la più ampia rappresentanza femminile nella storia del paese. |
| 1996 | 5 novembre                                                                                       | La corte d'appello conferma le pene detentive fino a 20 anni per nove ufficiali di alto rango dell'era comunista. Vengono condannati il 28 settembre per aver mandato in esilio interno migliaia di dissidenti. Tra i condannati anche leader di partiti di Tirana, Lushnjë e altre città, così come i servizi segreti e gli ufficiali del Ministero degli Interni. |
| 1996 | 6 novembre                                                                                       | Appena dopo la mezzanotte, avviene un'esplosione nel centro di Tirana nell'appartamento di Prel Martini, giudice supremo della corte d'appello. La bomba rompe una gamba alla figlia di cinque anni di Martini e ferisce l'uomo, il figlio di sette anni e due donne degli appartamenti vicini. Il Primo Ministro Aleksandër Meksi dichiara che l'esplosione è un atto terroristico con motivazioni politiche. |
| 1997 |                                                                                                  | Durante l'instabilità albanese del 1997, le elezioni generali di giugno 1997 portano i Socialisti e i loro alleati al potere. Il Presidente Berisha si dimette dal suo incarico e i Socialisti eleggono Rexhep Meidani come presidente della Repubblica d'Albania. Il presidente Fatos Nanodel Partito Socialista d'Albania viene eletto Primo Ministro, un incarico che mantiene fino ad ottobre 1998, quando si dimette in seguito alla situazione tesa creatasi nel paese come conseguenza dell'omicidio di Azem Hajdari, un importante leader del Partito Democratico. Quindi, Pandeli Majko viene eletto Primo Ministro, mantenendo l'incarico fino a novembre 1999, quando viene sostituito da Ilir Meta. L'Albania approva la propria costituzione in seguito ad un referendum popolare tenutosi nel novembre 1998, ma che viene boicottato dall'opposizione. Le elezioni generali locali dell'ottobre 2000 segnano la perdita del controllo dei Democratici sui governi locali e la vittoria per i Socialisti. |
| 1997 | 24 gennaio                                                                                       | In seguito al fallimento di diversi modelli piramidali per fare soldi facili, in cui centinaia di migliaia di albanesi perdono i propri risparmi, degli investitori infuriati si scatenano nella città meridionale di Lushnjë. Lì il Ministro degli Esteri Shehu viene attaccato da dei manifestanti il 25 gennaio. Il 26 gennaio migliaia di persone convergono nel centro di Tirana e si scontrano con la polizia anti-sommossa. Viene dato fuoco a edifici governativi in paesi e città in tutta la nazione. A febbraio i disordini raggiungono Valona, causando diverse morti. |
| 1997 | Marzo                                                                                            | Il Consiglio di sicurezza delle Nazioni Unite approva l'invio di una forza militare multinazionale in Albania per supervisionare la distribuzione di aiuti umanitari internazionali e mantenere ordine. |
| 1997 | 1 marzo                                                                                          | Il Primo Ministro Aleksandër Meksi si dimette. |
| 1997 | 2 marzo                                                                                          | Viene dichiarato uno stato d'emergenza nazionale. I protestanti prendono il controllo di Saranda, impossessandosi di armi dalla centrale di polizia e dalla caserma dell'esercito. Ad una velocità sorprendente l'intera struttura militare si dissolve, insieme al servizio di sicurezza, e le persone cominciano a ferirsi con ogni tipo di armi, compresi Kalashnikov e carri armati: si stima una sottrazione di 650.000 armi. La maggior parte della metà meridionale del paese cade nelle mani di ribelli e gang criminali. Più di 10.000 persone fuggono in Italia, il che causa una crisi di governo a Roma. Diversi alti funzionari di governo, compreso il Ministro della Difesa Safet Zhulali, fuggono all'estero. |
| 1997 | 3 marzo                                                                                          | Nonostante la diffusa richiesta della sua dimissione, il Presidente Berisha viene rieletto senza opposizioni dal Parlamento (113-1 con 4 astensioni). |
| 1997 | 6 marzo                                                                                          | I ribelli prendono il controllo diTepelenë, e l'8 marzo si impadroniscono di Argirocastro, l'ultima roccaforte del governo meridionale. |
| 1997 | 11 marzo                                                                                         | Bashkim Fino del Partito Socialista di opposizione viene nominato Primo Ministro. Arjan Starova diventa Ministro degli Esteri; Shaqir Vukaj, Ministro della Difesa; Arben Malaj, Ministro delle Finanze; Belul Celo, Ministro degli Interni. I disordini si diffondono nel nord dell'Albania e ora del 13 marzo travolgono tutti i principali centri abitati, compresa Tirana. Alia scappa dalla prigione durante l'insurrezione. Nano viene perdonato da Berisha il 16 marzo. I paesi stranieri cominciano a evacuare i propri cittadini dalla nazione, che si trova ora in uno stato d'anarchia. Più di 360 persone vengono uccise e 2,500 ferite in tre mesi. Gli eventi tragici portano anche ad una sofferenza dell'economia. La disoccupazione supera il 25%, l'inflazione cresce e il prodotto interno lordo, che aveva registrato crescite dell'8-11% negli anni precedenti, cala al 7%. La moneta si svaluta da 108 a più di 150 lek rispetto al dollaro statunitense. |
| 1997 | 28 marzo                                                                                         | Più di 80 persone muoiono quando una nave di profughi si scontra con una nave italiana nel Mare Adriatico. |
| 1997 | 9 aprile                                                                                         | I Socialisti mettono fine al loro boicottaggio del parlamento e occupano i propri seggi. |
| 1997 | 12 aprile                                                                                        | Il pretendente al trono, Leka I, ritorna in Albania e chiede un referendum sulla restaurazione della monarchia. |
| 1997 | 15 aprile                                                                                        | La forza di protezione internazionale capitanata degli italiani inizia ad arrivare in Albania. Circa 7.000 truppe di otto paesi europei partecipano alla "Missione Alba". |
| 1997 | 16 maggio                                                                                        | Berisha chiede nuove elezioni per il 29 giugno. |
| 1997 | 2 giugno                                                                                         | Un attentato dinamitardo ferisce 27 persone a Tirana. |
| 1997 | 4 giugno                                                                                         | Viene lanciata una granata a Berisha durante un comizio elettorale fuori Tirana, ma è disattivata. |
| 1997 | 29 giugno                                                                                        | Il Partito Socialista vince le elezioni parlamentari con 100 seggi su 155. I loro alleati di coalizione ottengono 17 seggi e il Partito Democratico di Berisha 27. L'affluenza durante il primo turno è di circa il 65%. In un referendum che viene tenuto nello stesso momento, circa un terzo degli elettori sostengono la restaurazione della monarchia. I Socialisti dichiarano che l'Albania sarà una repubblica parlamentaria, con il potere esecutivo concentrato nelle mani del Primo Ministro invece che in quelle del Presidente. |
| 1997 | 3 luglio                                                                                         | Il Ministro degli Interni Belul Celo si dimette. |
| 1997 | 7 luglio                                                                                         | Tritan Shehu si dimette come presidente del Partito Democratico. |
| 1997 | 23 luglio                                                                                        | Il Presidente Berisha si dimette |
| 1997 | 24 luglio                                                                                        | Il Parlamento elegge il segretario del Partito Socialista d'Albania ed ex professore di fisica Rexhep Meidani come Presidente della Repubblica d'Albania (110-3 con 2 astensioni). Meidani accetta poi le dimissioni del Primo Ministro Fino e nomina il leader del Partito Socialista Nano come nuovo Primo ministro dell'Albania. |
| 1997 | 25 luglio                                                                                        | Un nuovo gabinetto multipartitico di 20 membri (escludendo il Partito Democratico) viene presentato da Nano, con Paskal Milo come Ministro degli Esteri, Sabit Brokaj como Ministro della Difesa, Neritan Ceka come Ministro degli Interni e Arben Malaj mantenendo il suo incarico di Ministero delle Finanze. |
| 1997 | 18 settembre                                                                                     | I Democratici lasciano il parlamento quando uno dei loro deputati, Azem Hajdari, viene ferito in seguito ad uno sparo da parte di un Socialista all'interno della camera. |
| 1997 | 21 ottobre                                                                                       | Berisha viene eletto presidente del Partito Democratico.. |
| 1997 | 23 dicembre                                                                                      | Alia, che era scappato dal carcere a marzo e aveva lasciato il paese, ritorna dall'estero. Lui, due ex Ministri degli Interni – Hekuran Isai (1982–89, 1990–91) e Simon Stefani (1989–90) – e l'ex procuratore capo vengono assolti il 20 ottobre dell'uccisione di 58 persone che cercavano di fuggire dal paese illegalmente tra il 1990 e il 1992. I procuratori ritirano le accuse in seguito ad una sentenza della corte suprema secondo la quale altri 32 ex comunisti non potevano essere considerati colpevoli dei presunti reati che al tempo non erano considerati crimini. |
| 1998 | Aprile                                                                                           | In seguito alle numerose accuse di inefficienza governativa e corruzione durante la sua amministrazione, Nano riorganizza il suo gabinetto, riducendo il numero dei ministri. |
| 1998 | Maggio                                                                                           | Più di 13.000 rifugiati fuggono in Albania in seguito allo scoppio della guerra civile a Febbraio tra la polizia serba e l'esercito e gli albanesi separatisti della Ushtria Çlirimtare e Kosovës (KLA) nella vicina provincia del Kosovo. Il Ministro degli Esteri albanese accusa ripetutamente la Jugoslavia di violazioni delle frontiere, che comprendono bombardamenti e spari, e di effettuazione di massacri di popolazione civile del Kosovo. Chiede, inoltre, l'intervento militare della NATO per fermare la lotta. |
| 1998 | 21 giugno                                                                                        | Le elezioni suppletive locali confermano il continuo supporto popolare per la coalizione di Nano, che vince in cinque comuni e sei comunità più piccole. |
| 1998 | Agosto                                                                                           | La polizia arresta l'ex Ministro della Difesa Safet Zhulali, l'ex Ministro dell'Interno Halit Shamata, l'ex presidente della Commissione di Controllo dello Stato Blerim Cela, e tre altri ex ufficiali del governo di Berisha per crimini contro l'umanità in congiunzione ai loro presunti ruoli nella repressione dei disordini del 1997. Il Procuratore Generale Arben Rakipi accusa i sei di aver ordinato l'utilizzo di armi chimiche, aeroplani ed elicotteri contro civili. Successivamente, Berisha chiede ai suoi sostenitori di far cadere il governo "con ogni mezzo", dicendo che gli arresti erano motivati politicamente. |
| 1998 | 12 settembre                                                                                     | Azem Hajdari, un alto dirigente del Partito Democratico, viene assassinato da un tiratore mentre esce dall'ufficio del partito a Tirana; il 13 settembre i sostenitori del Partito Democratico prendono d'assalto e danno fuoco all'ufficio del Primo Ministro come protesta contro l'uccisione. Il governo forza una controffensiva e rioccupa gli edifici e il 15 settembre Berisha consegna due carri armati posizionati fuori il suo quartier generale in seguito alla minaccia da parte del governo di utilizzare la forza se i suoi sostenitori non avessero abbandonato le armi. |
| 1998 | 18 settembre                                                                                     | Il parlamento albanese toglie l'immunità dall'azione penale al leader dell'opposizione Berisha, aprendo la strada al pubblico ministero per poterlo accusare di tentativo di colpo di stato. |
| 1998 | 21 settembre                                                                                     | Ahmet Krasniqi, dirigente del sedicente governo etnico albanese in Kosovo, viene assassinato in Albania. |
| 1998 | 28 settembre                                                                                     | Il Primo Ministro nano si dimette dopo non aver ottenuto il supporto della sua coalizione per un rimpasto di governo in seguito alla scoppio della violenza politica due settimane prima. Pandeli Majko viene nominato come successore. |
| 1998 | 2 ottobre                                                                                        | Pandeli Majko, 30 anni, diventa il più giovane capo di stato europeo in seguito ad essere stato nominato Primo Ministro dell'Albania. Petro Koçi diventa Ministro dell'Interno e Anastas Angjeli Ministro della Finanza. L'8 ottobre il nuovo governo vince un voto di fiducia parlamentare (104–0; il Partito Democratico d'opposizione sta boicottando il Parlamento). |
| 1998 | 21 ottobre                                                                                       | Il parlamento albanese vota a favore di un progetto di costituzione e concorda di sottoporlo ad un referendum. Viene tenuto il 22 novembre e il 93,5% dei votanti supporta la nuova costituzione. L'affluenza è del 50,6%. Il Presidente Meidani firma la costituzione in legge il 28 novembre, il giorno dell'indipendenza dell'Albania. La nuova costituzione, che sostituisce un pacchetto di leggi introdotte in seguito alla caduta del comunismo, prevede la separazione dei poteri, lo Stato di diritto e l'indipendenza del sistema giudiziario. Inoltre, garantisce i diritti umani e la protezione delle minoranze. Il Partito Democratico di opposizione, che ha boicottato il referendum e la commissione parlamentare che ha progettato la costituzione, dichiara che i risultati sono stati truccati e che non riconosce la nuova costituzione. |
| 1999 | Marzo                                                                                            | Durante i 78 giorni dell'Operazione Allied Force, circa 450.000 su un totale di 750.000 rifugiati kosovari fuggono in Albania. La cifra rappresenta quasi il 15% della popolazione complessiva dell'Albania. Le ostilità trasformano l'Albania in un teatro operativo chiave per le agenzie umanitarie internazionali e le forze della NATO in Albania, chiamate Kosovo Force (KFOR), che danno inizio ad un'operazione umanitaria. Inoltre, all'interno del quadro della campagna aerea della NATO, le forze statunitensi dislocano 24 elicotteri anticarro apache e pezzi di artiglieria a lunga distanza nel nord dell'Albania. Le regioni frontaliere Kukës e Tropojë del nord dell'Albania sostengono il peso dell'afflusso di rifugiati e operazioni militari. Sostenere i rifugiati e trasportarli verso altre parti del paese crea immense difficoltà logistiche per l'Alto commissariato delle Nazioni Unite per i rifugiati e altre agenzie umanitarie. Inoltre, la regione vede continui scontri ai confini tra le forze Jugoslave, che bombardano ininterrottamente i paesi frontalieri albanesi, e i combattenti dell'Ushtria Çlirimtare e Kosovës (KLA) che operano in parte dalle basi d'appoggio all'interno dell'Albania. La zona frontaliera rimane ampiamente minata in seguito alla diminuzione delle lotte. Con la fine degli scontri, i rapporti dell'Albania con i vicini migliorano – Montenegro, Macedonia, Grecia, e la nuova amministrazione delle Nazioni Unite in Kosovo, con cui il Ministero degli Esteri albanese pianifica una serie di progetti di sviluppo congiunti all'interno del quadro del Patto di Stabilità per l'Europa sud orientale sovvenzionato dall'Unione Europea. I primi risultati includono l'installazione di una potente connessione telefonica a microonde tra Albania e Kosovo e l'approvazione di progetti di sviluppo di infrastrutture con il Montenegro. (fino a giugno) |
| 1999 | 20 maggio                                                                                        | La NATO dichiara che fornirà aiuto militare a lungo termine ad Albania e Macedonia ed elaborerà piani per aiutare i due paesi balcanici a raggiungere i requisiti d'accesso all'alleanza. |
| 1999 | 20 maggio                                                                                        | Spartak Poçi viene nominato Ministro dell'Interno, sostituendo Petro Koçi. In seguito, Poçi riesce a sciogliere 12 gang criminali su tutto il territorio del paese, in particolare quelle a Tropojë, dove le unità speciali di polizia riportano l'ordine a settembre. A causa delle frequenti rapine armate, Tropojë era stata dichiarata "zona vietata" per le agenzie umanitarie internazionali. L'Organizzazione per la Sicurezza e Cooperazione in Europa chiude il proprio ufficio in loco il 16 giugno, in seguito all'uccisione di due membri del personale locale da parte di un tiratore. |
| 1999 | 17 luglio                                                                                        | Durante un congresso straordinario del partito a Tirana, il leader del PDS Sali Berisha dichiara la fine del boicottaggio del parlamento da parte del partito come gesto di gratitudine nei confronti degli Stati Uniti, per le sue azioni compiute in interesse dei kosovari. Fino a questo momento il PDS è sotto lo stretto controllo di Berisha, ma verso fine anno i riformisti del partito si scontrano apertamente con i suoi sostenitori per la strategia del partito. I riformatori sostengono che il boicottaggio del parlamento stesse portando ad un isolamento politico del partito. |
| 1999 | 15 settembre                                                                                     | Nano accusa Majko di aver permesso alle guerriglie kosovare di contrabbandare armi passando per il territorio albanese. |
| 1999 | 25 ottobre                                                                                       | Il Primo Ministro Majko si dimette dopo aver perso la leadership del Partito Socialista di maggioranza all'inizio del mese in favore di Fatos Nano. Il 27 ottobre il Presidente Meidani chiede a Ilir Meta di formare il prossimo governo. Entra in carica il 29 ottobre. |
| 1999 | 11 novembre                                                                                      | Il successo più importante della riforma amministrativa è il passaggio di una nuova legge sulla pubblica amministrazione, creata per mettere fine alla pratica delle nomine politiche e per aumentare l'indipendenza e l'integrità dei dipendenti pubblici di ruolo. L'implementazione della legge e la creazione di un quadro istituzionale attuabile occupano buona parte dell'anno successivo. |
| 2000 | Febbraio                                                                                         | Viene riferito che il governo ha spostato l'attenzione dalla costruzione di una strada statale est-ovest "Corridoio 8", progettata per collegare il Balcani del sud con l'Adriatico, e che si sta invece focalizzando su un'autostrada nord-sud interna. |
| 2000 | Marzo                                                                                            | Viene lanciato un pacchetto di "avvio veloce" all'interno del Patto di Stabilità per l'Europa sud orientale, l'accordo tra 28 nazioni firmato nel 1999 per ristabilire la pace, la stabilità e la prosperità della regione. L'Albania riceve circa €112 milioni per la riabilitazione di strade, ferrovie, porti, linee elettriche e d'acqua e l'aeroporto di Tirana. Il Patto di Stabilità stanzia altri €320 milioni per progetti di infrastrutture a breve termine da essere implementati successivamente. Il Patto di Stabilità domina anche i programmi della politica estera albanese. Vengono lanciati diversi progetti creati per rafforzare la cooperazione tra l'Albania e altri paesi sudorientali europei nei campi dei diritti umani, della democrazia e della sicurezza. |
| 2000 | 14 maggio                                                                                        | Il leader dell'opposizione Sali Berisha guida 4.000 protestanti nel porto meridionale di Valona nella prima manifestazione anti-governo guidata dall'ex presidente. |
| 2000 | 24 May                                                                                           | Il Presidente Meidani viaggia in Kosovo, la prima visita da parte di un capo di Stato albanese nella provincia jugoslava ampiamente popolata da persone di origine albanese. Meidani sottolinea l'impegno dell'Albania per la creazione di "un'Europa delle regioni" (ovvero, non un continente basato su nazioni-stato tradizionali) e parla a sfavore della volontà di creare una "Grande Albania" che includerebbe le popolazioni di origine albanese dei paesi vicini, evidenziando anche la necessità di una maggiore integrazione regionale ed europea. |
| 2000 | 14 giugno                                                                                        | Viene proibito a Berisha di entrare nella provincia jugoslava del Kosovo dominata da albanesi dalle forze di pace delle Nazioni Unite, che lo dichiarano una minaccia per l'ordine pubblico. |
| 2000 | 7 luglio                                                                                         | Durante un rimpasto di governo, Ilir Gjoni sostituisce Luan Hajdaraga come ministro della difesa. |
| 2000 | 18 settembre                                                                                     | I ministri degli esteri dell'Unione Europea includono l'Albania nella lista dei paesi balcanici a cui viene offerto un accesso duty-free per il 95% delle loro esportazioni. La lista non include la vicina Serbia ed è parte di un pacchetto di misure progettate per incoraggiare gli elettori ad abbracciare la riforma ed espellere il loro presidente federale, Slobodan Milošević. |
| 2000 | Ottobre                                                                                          | In seguito all'elezione di Vojislav Koštunica come presidente dellaJugoslavia, il Ministro degli Esteri albanesi Paskal Milo ripristina le relazioni bilaterali dipendenti dalla liberazione della Serbia dei prigionieri kosovo-albanesi e il riconoscimento della sua responsabilità per i crimini contro l'umanità della Guerra del Kosovo. |
| 2000 | 1 ottobre                                                                                        | Il Partito Socialista d'Albania emerge come chiaro vincitore delle elezioni municipali, ottenendo 50 municipalità e 218 comunità, compresa l'amministrazione di Tirana per la prima volta dal 1992, nonostante per tutto l'anno il Partito Democratico abbia cercato di raccogliere sostegno per i suoi candidati, accusando l'Alleanza al governo di corruzione e contrabbando, accuse che la coalizione ha respinto. I Democratici ottengono solo 11 municipalità e 80 comunità dopo aver invocato un boicottaggio parziale delle votazioni durante lo spareggio. Due municipalità e 17 comunità vanno a partiti minori e candidati indipendenti. (fino al 15 ottobre) |

## XXI secolo
| Anno | Data | Evento |
| ---- | --- | --- |
| 2001 | | Avviene una crescita del 7,3% del prodotto interno lordo, leggermente meno del 7,8% registrato nel 2000. La disoccupazione scende dal 17,1% del 1999 al 13,3% del 2001, grazie ad un programma di creazione di posti di lavoro appoggiato dal governo che comprende progetti di sviluppo di infrastrutture all'interno del quadro del Patto di Stabilità per l'Europa sud-orientale. |
| 2001 | Nonostante l'Albania abbia fatto passi avanti verso una riforma democratica e il mantenimento dello stato di diritto, restano da affrontare gravi carenze del codice elettorale, come dimostrato durante le elezioni parlamentari di giugno 2001. Gli osservatori internazionali accettano le elezioni del 2001, ma la coalizione dell'Unione per la Vittoria, la seconda più votata, contesta i risultati e boicotta il parlamento fino al 31 gennaio 2002. I Socialisti rieleggono Ilir Meta come Primo Ministro nell'agosto 2001, una posizione che mantiene fino a febbraio 2002, quando si dimette a causa delle lotte interne al partito. Pandeli Majko viene rieletto Primo Ministro nel febbraio 2002. | |
| 2001 | Marzo | La grande minoranza di origine albanese nella vicina Macedonia organizza una ribellione armata. Nonostante il primo ministro dell'Albania Ilir Meta supporti le negoziazioni internazionali di pace (le quali portano ad una tregua e ad un accordo di pace a fine agosto), ci sono prove che suggeriscono che le guardie di frontiera albanesi non siano riuscite a bloccare l'entrata dei trafficanti di armi che rifornivano i ribelli in Macedonia. |
| 2001 | Aprile | Il governo viene ampiamente criticato per l'inefficacia delle politiche contro la tratta di esseri umani. L'Organizzazione internazionale per le migrazioni (IOM) si unisce a Save the Children nell'evidenziare la tratta di donne europee dell'est e anche bambini albanesi e accusa la polizia locale albanese di colludere nell'industria lucrativa. L'IOM fa notare che ci sono stati meno processi di trafficanti che di vittime del traffico. |
| 2001 | 18 aprile | Il governo annuncia che le elezioni legislative si terranno il 24 giugno. |
| 2001 | 24 giugno | Durante il primo turno delle elezioni parlamentari (affluenza del 54,9%), il Partito Socialista di maggioranza, con un programma orientato alle riforme, ottiene 31 seggi; la coalizione di opposizione Unione per la Vittoria, formata dal Partito Democratico, ottiene 16 seggi. Nel secondo turno dell'8 luglio, il Partito Socialista ottiene altri 44 seggi e l'Unione per la Vittoria ne ottiene 30. L'opposizione si era separata nel 2000, quando venne creato il Nuovo Partito Democratico, il cui leader, Genc Pollo, accusò Berisha di non essere riuscito a dare risposte convincenti ai problemi essenziali del paese. La leadership di Pollo piace a molti elettori che stavano cercando un gruppo nell'opposizione che potesse dimostrare della competenza politica. Il nuovo partito ottiene sei seggi nel nuovo parlamento. |
| 2001 | 30 luglio | Il Partito Democratico di opposizione (PDS) annuncia di non accettare i risultati della "ridicola" elezione legislativa e che, di conseguenza, si terrà lontano dall'Assemblea Popolare. Secondo i risultati finali annunciati il 21 agosto, il Partito Socialista ha ottenuto una chiara maggioranza di 73 seggi nell'Assemblea composta da 140, mentre l'Unione per la Vittoria ne ha ottenuti solo 46. Gli osservatori dell'Organizzazione per la sicurezza e cooperazione in Europa non si trovano d'accordo con il PDS e descrivono le votazioni come libere e corrette. |
| 2001 | 3 settembre | Il Partito Democratico boicotta la sessione di apertura dell'Assemblea Popolare a dispetto della recente vittoria elettorale del governo. |
| 2001 | 12 settembre | Il Parlamento dà al governo del Primo Ministro Ilir Meta un voto di fiducia. All'interno della coalizione al governo, il Partito Socialista controlla tutti i ministeri chiave. Arta Dade diventa ministro degli esteri (la prima donna nella storia dell'Albania a ottenere tale titolo), Ilir Gjoni ministro dell'interno e Pandeli Majko ministro della difesa; Anastas Angjeli rimane ministro delle finanze. Il presidente del Partito Socialdemocratico, Skënder Gjinushi, si incarica delle questioni sociali e di lavoro, mentre un altro Socialdemocratico, l'ex ministro degli esteri Paskal Milo, diventa ministro dell'integrazione euro-atlantica. L'ex ministro della giustizia Arben Imami diventa ministro del governo locale e della decentralizzazione, impegnandosi a rafforzare il ruolo delle città e dei paesi; Niko Kacalidha (del Partito dell'Unione, che rappresenta molti cittadini di origine greca) ottiene il nuovo ruolo di ministro dello stato per le minoranze e la diaspora. Da parte sua, il Primo Ministro Meta si impegna a migliorare gli alimentatori, procedere con la privatizzazione, lottare contro la corruzione e il crimine organizzato, migliorare i rapporti con l'Europa occidentale e la vicina regione balcanica e promuovere il libero scambio. |
| 2001 | Dicembre | Cinque membri del gabinetto si dimettono in seguito ad una campagna concertata di Fatos Nano, il leader del Partito Socialista, che prevedeva un rimpasto. Nano accusa il governo di corruzione di alto livello. |
| 2002 | | L'Albania cerca di chiudere degli accordi di libero scambio con Macedonia, Jugoslavia, Bosnia ed Erzegovina e Croazia. L'economia soffre una leggera battuta d'arresto. La disoccupazione aumenta nel corso dell'anno. Un rapporto del Programma delle Nazioni Unite per lo sviluppo stima che un terzo della popolazione vive in povertà, guadagnando meno di €1 pro capite al giorno. Grandi segmenti della popolazione vivono di agricoltura di sussistenza e non ricevono indennità di disoccupazione. |
| 2002 | 29 gennaio | Il Primo Ministro dell'Albania Ilir Meta si dimette a causa dei continui contrasti con il leader del suo Partito Socialista, Fatos Nano, che ha posto resistenza per designare dei ministri ai posti vacanti del gabinetto. Quello stesso giorno il Partito Democratico di opposizione pone fine al boicottaggio della durata di quattro mesi dell'Assemblea Popolare. |
| 2002 | 7 febbraio | Il Ministro della Difesa Pandeli Majko ottiene il supporto di diverse fazioni di guerra all'interno del Partito Democratico per essere il prossimo primo ministro del paese. Nominato dal premier in uscita Meta, Majko accetta di spostare i sostenitori del leader del partito Nano nel nuovo gabinetto. La situazione di stallo porta il Fondo Monetario Internazionale e la Banca Mondiale a congelare i pagamenti di aiuto fino alla risoluzione. Il 16 febbraio il Presidente Meidani accetta il gabinetto proposto da Majko, che comprende Kastriot Islami come ministro delle finanze, Luan Rama come ministro della difesa e Stefan Çipa come ministro dell'interno; Arta Dade rimane ministro degli esteri. Il gabinetto viene approvato dal Parlamento il 22 febbraio. |
| 2002 | 24 giugno | Il Parlamento elegge Alfred Moisiu come presidente (97–19), entrando in carica il 24 luglio. Il 25 luglio si dimette il Primo Ministro Majko. Il 31 luglio il Parlamento approva (81–48) un nuovo governo con il presidente del Partito Socialista Nano come Primo Ministro, Majko come ministro della difesa, Illir Meta come ministro degli esteri e Luan Rama come ministro dell'interno; Kastriot Islami rimane ministro della finanza. L'elezione di Nano segna la fine di una lotta per il poter tra il leader del partito e i suoi due sfidanti più giovani Meta e Majko, i quali erano stati entrambi primo ministro a partire dalle dimissioni di Nano in seguito al periodo di disordini civili nel 1998. L'analisi dei media suggerisce che Nano abbia spinto da parte Meta e Majko per conquistare il potere, dopo aver capito di essere una figura troppo controversa per aspirare alla presidenza. Il Parlamento Europeo aveva spinto i legislatori albanesi ad eleggere un presidente che sarebbe stato accettato sia dalla coalizione di governo che dall'opposizione. Inoltre, Meta e il presidente in uscita, Meidani, entrambi si erano opposti apertamente alla candidatura di Nano alla presidenza. L'elezione di Moisiu sigilla essenzialmente il compromesso dei legislatori Socialisti con l'opposizione guidata dal Partito Democratico. Nano e Berisha dichiarano che il patto evidenzia che i due leader dei partiti rivali si sono messi alle spalle gli anni di contrasti. Moisiu, un generale di 73 anni in pensione, riveste la carica di presidente dell'Organizzazione del Trattato dell'Atlantico del Nord albanese e viene considerato amichevolmente dall'opposizione. |
| 2002 | 29 agosto | Il Capo missione dell'Organizzazione per la sicurezza e la cooperazione in Europa Geert-Hinrich Ahrens, elogia l'Albania nel suo discorso di fine missione al Consiglio Permanente dell'OSCE, riferendo che il paese è "in prima linea nella riforma nell'area" e aggiungendo che i recenti risultati hanno "portato l'Albania sulla soglia di aprire delle negoziazioni per un Accordo di stabilizzazione e associazione con l'Unione Europea." Il diplomatico finlandese Osmo Lipponen succede ad Ahrens il 1º settembre. |
| 2003 | 12 febbraio | L'Albania apre le negoziazioni con la Commissione europea per un Accordo di stabilizzazione e associazione, il primo passo per entrare a far parte dell'Unione europea. (fino al 13 febbraio) |
| 2003 | 2 maggio | Il Segretario di Stato americano Colin Powell firma un accordo di partnership con Albania, Macedonia e Croazia per aiutare le nazioni a diventare membri della NATO. |
| 2003 | 18 luglio | Infastidito dai commenti di Nano durante un incontro di gabinetto, il Ministro degli Esteri Meta si dimette come protesta nei confronti delle critiche "nichilistiche, tendenziose e denigranti" di Nano. Il 22 luglio Mark Bello viene nominato ministro degli esteri, ma viene rifiutato dal parlamento il 28 luglio. Il 29 luglio Luan Hajdaraga viene nominato ministro degli esteri. |
| 2003 | 12 ottobre | Il Partito Socialista vince con una stretta vittoria sul Partito Democratico durante le elezioni locali. L'affluenza è del 50%. |
| 2003 | 17 ottobre | Il Ministro dell'Interno Luan Rama viene licenziato. È accusato di aver preso a pugni il capodirettore del canale Vizion Plus, Ilir Babaramo, in un ristorante di Tirana il 14 ottobre a causa delle critiche mandate in onda dalla stazione televisiva due mesi prima. Il 23 ottobre le nomine del Primo Ministro Nano come ministro degli esteri, Namik Dokle, e come ministro dell'interno, Fatmir Xhafa, vengono rifiutate dal parlamento. Il 25 ottobre Nano sceglie Igli Toska come ministro dell'interno. |
| 2003 | 19 ottobre | A Tirana più di 2.000 persone tengono una "maratona delle persone" per celebrare la beatificazione di Madre Teresa di Calcutta, nata da genitori albanesi in quella che ora è la Macedonia del Nord. |
| 2003 | 29 dicembre | Il parlamento approva finalmente dei nuovi ministri nei posti vacanti. Kastriot Islami diventa ministro degli esteri, Arben Malaj ministro delle finanze e Igli Toska ministro dell'interno. |
| 2004 | Gennaio | Viene indetta una giornata di lutto nazionale dopo che 20 persone muoiono in un naufragio durante un tentativo illegale di attraversare il mare Adriatico e raggiungere l'Italia. |
| 2004 | 7 febbraio | Circa 2.000 protestanti si riuniscono all'ufficio del Primo ministro Fatos Nano. Vengono lanciate delle pietre e viene effettuato un tentativo di irruzione, respinto dalle guardie. All'inizio della giornata più di 4.000 manifestanti si sono riuniti nella piazza centrale di Tirana e, guidati dal leader del Partito Democratico Berisha, hanno chiesto a Nano di dimettersi. |
| 2005 | 3 luglio | Le elezioni parlamentari finiscono con la vittoria del Partito Democratico (PD) di opposizione e dei suoi alleati, principalmente del Partito Repubblicano (PR). L'ex presidente Sali Berisha diventa primo ministro come risultato dell'elezione. |
| 2005 | Settembre | Dopo due mesi di dispute politiche, l'ex presidente Sali Berisha emerge come vincitore dell'elezione generale di luglio. |
| 2006 | Aprile | Vengono vietati i motoscafi in acque costiere, per combattere il contrabbando di persone e stupefacenti. |
| 2006 | Giugno | Viene firmato un Accordo di stabilizzazione e associazione tra Albania e Unione europea. |
| 2007 | | Nonostante la situazione politica, l'economia albanese cresce di circa il 5% nel 2007. La lek albanese si rafforza passando dai 143 lekë in confronto al dollaro statunitense nel 2000 a 92 lekë nel 2007, principalmente per colpa della svalutazione del dollaro statunitense, ma anche grazie al generale miglioramento dell'economia albanese. |
| 2007 | 10 giugno | Il presidente degli Stati Uniti George W. Bush visita l'Albania ed è il primo presidente in carica a farlo. |
| 2007 | Luglio | Bamir Topi, il presidente del partito in carica, viene eletto dal Parlamento come Presidente della Repubblica d'Albania, dopo che tre tentativi falliti sottolineavano il rischio di delle elezioni anticipate. |
| 2008 | 15 marzo | Un'esplosione avvenuta in un deposito d'armi mal gestito causa la morte di 16 persone e ne ferisce più di 300, danneggiando l'aeroporto di Tirana. Il ministro della difesa Fatmir Mediu si dimette. |
| 2008 | 12 giugno | Il Partito Socialista di opposizione lascia il Parlamento, accusando il Partito Democratico di posticipare la votazione di cinque nuovi membri della Corte Suprema in attesa di un appuntamento da parte del Presidente Bamir Topi. |
| 2009 | Aprile | L'Albania si unisce alla NATO e presenta la propria candidatura per diventare membro dell'Unione europea. |
| 2009 | Luglio | Il Partito Democratico di centro-destra di Sali Berisha vince le elezioni parlamentari del 2009 per uno stretto margine. Prima delle elezioni, la legge elettorale viene cambiata in un sistema proporzionalmente regionale. L'alleanza di Berisha ottiene abbastanza seggi da formare un governo, ma manca un seggio durante le elezioni del 28 giugno 2009, costringendo il partito a unire le forze con un frammento del partito socialista, il Movimento Socialista per l'Integrazione di Ilir Meta, che Berisha nomina Vice Primo Ministro degli Esteri e successivamente Ministro dell'Economia, del Commercio e dell'Energia. È la prima volta dall'inizio della democrazia multipartitica nel 1991 che un partito al governo è costretto a formare una coalizione per non aver ottenuto abbastanza seggi da sé. |
| 2009 | Novembre | A Tirana hanno inizio delle proteste, guidate dal leader del Partito Socialista di opposizione Edi Rama, per una presunta manomissione del conteggio dei voti nelle elezioni del 2009. Berisha si rifiuta di ricontare i voti, visto che la Costituzione albanese non prevede tale procedura. La crisi politica tra governo e opposizione peggiora nel tempo, con i Socialisti che abbandonano i dibattiti parlamentari per mesi e organizzano scioperi della fame per chiedere supporto interno e internazionale. |
| 2010 | Maggio | Il Partito Socialista dà inizio ad una campagna di disobbedienza civile contro il governo, chiedendo di ricontare i voti e includendo scioperi della fame dei leader dell'opposizione. |
| 2010 | Settembre | Il Ministro dell'Economia Dritan Prifti si dimette in seguito al suo coinvolgimento in uno scandalo di corruzione. |
| 2010 | 28 ottobre | Il Partito Socialista di opposizione esce nuovamente dal Parlamento. |
| 2010 | Novembre | L'Unione europea rifiuta la richiesta dell'Albania dello status di candidato per l'UE, ma i visti vengono liberalizzati. La crisi politica in corso è una delle ragioni di questo rifiuto. |
| 2011 | 7 gennaio | La Commissione Elettorale Centrale inizia a bruciare le schede elettorali delle elezioni parlamentari del 2009, in un processo di routine che porta alle elezioni locali dell'8 maggio, rendendo impossibile un secondo conteggio (ripetutamente chiesto dall'opposizione). Il Partito Socialista accusa la CEC e il governo di Berisha di cercare di nascondere la manomissione dei voti. |
| 2011 | 14 gennaio | Il Ministro dell'Economia e del Commercio Ilir Meta si dimette in seguito al suo coinvolgimento in uno scandalo di corruzione. |
| 2011 | 21 gennaio | Scoppiano dei conflitti tra la polizia e i protestanti durante una manifestazione anti-governo di fronte all'edificio del Governo di Tirana. Tre persone vengono uccise da un colpo di pistola. L'UE rilascia una dichiarazione ai politici, avvisando entrambe le parti di astenersi dalla violenza. |
| 2011 | 8 maggio | Le elezioni locali vedono la vittoria del Partito Socialista d'Albania (PS) nelle città principali fuori Tirana, Alessio e Scutari; L'Organizzazione per la sicurezza e la cooperazione in Europa rilascia una valutazione contrastante del processo elettorale, che viene considerato "competitivo e trasparente, ma ha avuto luogo in un ambiente di alta polarizzazione e sfiducia". A Tirana, la sfida è traEdi Rama, sindaco in carica e leader del PS, e Lulzim Basha, ministro degli interni del PD. In seguito ad un lungo processo di conteggio dei voti, Rama viene dichiarato inizialmente vincitore con un margine di 10 voti. Successivamente, la Commissione Elettorale Centrale guidata dal PD decide di aggiungere al conteggio alcuni dei voti che erano stati riposti nelle scatole sbagliate, una mossa su basi giuridiche dubbiose che viene contestata dall'opposizione. così come dall'OSCE. Infine, Basha viene dichiarato vincitore per 83 voti. Di conseguenza, il presidente della Commissione europea José Manuel Barroso cancella la sua visita a Tirana; il premio Nobel Ismail Kadare gli chiede di ritirare la sua candidatura per evitare il "collasso" e "isolamento" dell'Albania. |
| 2012 | 21 settembre | Settembre 2012 Sciopero della fame da parte dei perseguitati politici in Albania |